# Záliv Ťiao-čou
Záliv Ťiao-čou (čínsky 胶州湾, pchin-jinem Jiāozhōu, v historii přepisováno také Kiaochow, Kiauchau, Kiao-Chau nebo Kiautschou) je mořský záliv na jižním pobřeží Šantungského poloostrova. Administrativně dnes spadá pod subprovinční město Čching-tao v provincii Šan-tung. V letech 1898 až 1914 se jednalo o německou kolonii.

## Poloha
Záliv Ťiao-čou se nachází na jihu Šantungského poloostrova, kde odděluje městský obvod Chuang-tao od Čching-taa a hraničí s městskými okresy Ťiao-čou a Ťiao-nan. Záliv je přibližně 32 kilometrů dlouhý a 27 kilometrů široký s celkovou plochou 362 čtverečních kilometrů. To je zhruba jen dvě třetiny oproti rozloze z roku 1928, která činila 560 čtverečních kilometrů. Důvodem je záměrné rozšiřování pevniny člověkem. Kromě rozlohy se také v posledních padesáti letech snížila druhová pestrost života v moři kvůli rozvoji měst a průmyslu v okolí.
Přirozená hloubka v zálivu je deset až patnáct metrů, ale k hlavním přístavům Čching-tau, Chuang-tau a Chung-tao vedou vybagrované hlubší trasy. Pro usnadnění dopravy přes záliv byl otevřen v roce 2011 silniční most Ťiao-čou-wan ta-čchiao, dlouhý 26,7 kilometru.

## Dějiny

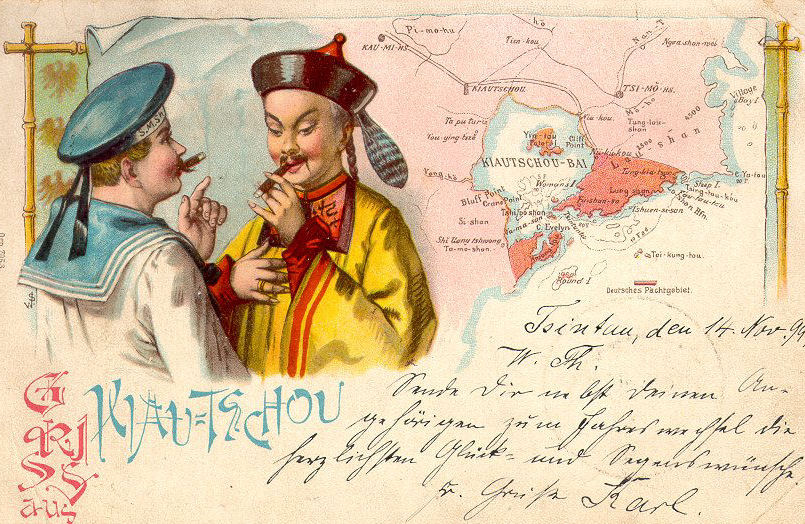
Pohlednice z německé kolonie Kiautschou

Záliv Ťiao-čou, dříve nazývaný Ťiao-Ao, se stal v Evropě výrazněji známým poté, co si jej Německé císařství v březnu 1898 pronajalo od Čínského císařství. Půjčce přecházel vojenský výsadek 14. listopadu 1897, který Vilém II. Pruský zdůvodnil smrtí dvou německých misionářů 1. listopadu 1897 a kterému se podařilo bez boje území obsadit. Půjčka byla na 99 let a vesnice Čching-tao se stala německou kolonií Tsingtau a centrem německého obchodu s Čínou stejně jako základnou Německého císařského loďstva, respektive jeho východoasijské eskadry. V oblasti kolonie žilo tou dobou zhruba 83 000 lidí.
Na začátku první světové války Čínská republika zrušila smlouvu s Německým císařstvím a válku vyhlásilo Německu také Japonsko. Japonské a britské síly pak v bitvě o Čching-tao německou kolonii dobyly.
Přestože se jednalo o původně čínské území a Čína patřila mezi vítěze války, Versailleská smlouva původně vyhověla japonským požadavkům z Pařížské mírové konference a přiřkla všechna bývalá německá tichooceánská území severně od rovníku Japonsku, včetně zálivu Ťiao-čou. Číňané protestovali a odmítli smlouvu podepsat.
Na základě mediací bylo území vráceno Číně v únoru 1922.